# Hubert Biermans
Pour les articles homonymes, voir Biermans.
Hubert Biermans (né le 31 décembre 1864 à Herkenbosch, mort le 12 février 1953 à Monaco) était un chef d'entreprise néerlandais et canadien.

## Biographie
Jean Hubert Biermans est le fils aîné de Frans Biermans et d'Hubertina Ruyten. Son père est boulanger à Herkenbosch, un village de la province de Limbourg, aux Pays-Bas. Après la mort d'Hubertina, Frans épouse en secondes noces Helena Fabus. Hubert est alors âgé de huit ans.
En 1877, les travaux de construction d'un chemin de fer passent à Herkenbosch. L'entreprise chargée des travaux est celle de l'ingénieur et homme d'affaires belge Florent Lapôtre. Celui-ci recrute sur place quelques enfants comme main d'œuvre d'appoint. C'est ainsi qu'à l'âge de douze ans, Hubert Biermans devient manœuvre pour l'entreprise de Lapôtre. Il restera au service de celle-ci pendant une douzaine d'années, jusqu'en 1888. Au cours de ces années, il travaille à divers chantiers de construction de chemins de fer, notamment en Belgique, au Luxembourg, en Italie, en France et enfin, de 1886 à 1888, en Algérie, chantier dont Lapôtre confie la direction à Biermans.

### Le chemin de fer du Congo
En 1889, à Bruxelles, Biermans entre au service de la Compagnie de chemin de fer du Congo, une filiale de la Compagnie du Congo pour le commerce et l'industrie, de l'officier et homme d'affaires belge Albert Thys, en vue de la construction d'un chemin de fer au Congo, pays qui se trouve à cette époque sous le contrôle de Léopold II, roi des Belges.

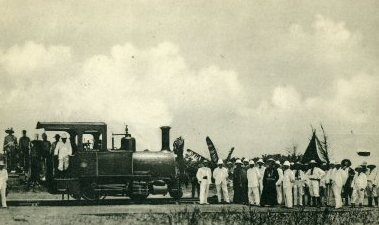
L'arrivée de la première locomotive à Léopoldville, en 1898.

Biermans arrive au port de Matadi, au Congo, le 1er janvier 1890. De 1890 à 1898, il participe à la construction du chemin de fer Matadi-Léopoldville, reliant Matadi au Stanley Pool et à Léopoldville. Les travaux sont inaugurés le 15 mars 1890. Les conditions sont pénibles et un grand nombre d'ouvriers y laisseront leur vie ou leur santé. Biermans est d'abord conducteur de travaux au sein de la section des études, dont le rôle est de précéder les équipes de construction et de choisir et de baliser le tracé à emprunter par le chemin de fer. Puis, en 1892, il est promu responsable du service de la superstructure, chargé de la pose des rails et des ponts. Les travaux se terminent vers le milieu de 1898 et le chemin de fer est inauguré le 6 juillet 1898.
Biermans est de retour en Belgique et, de 1898 à 1900, il effectue, pour le compte de la Banque d'Outremer, une des sociétés d'Albert Thys, diverses missions d'études de faisabilité pour des projets de chemins de fer, notamment aux Philippines et peut-être en Chine et en Afrique occidentale.

### Le Canada et la Belgo

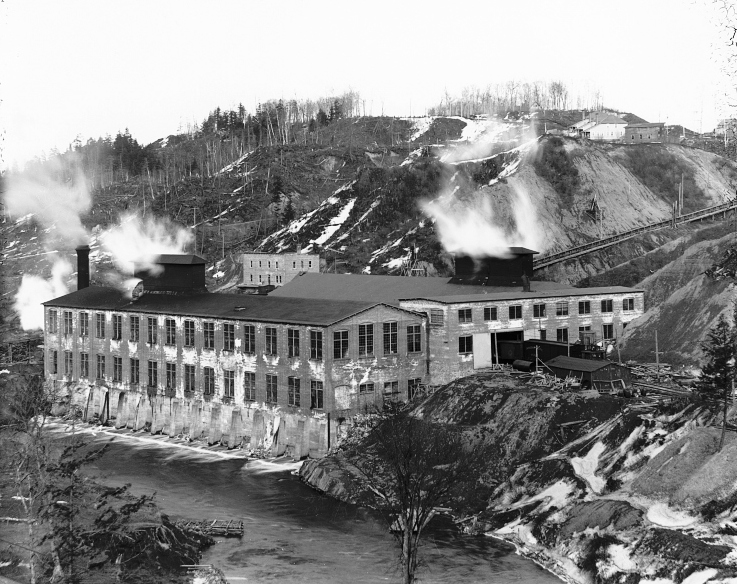
Le premier bâtiment de la Belgo à ses débuts, construit sur la rivière Shawinigan en 1900 et 1901, sur une photographie de 1906. Le site connaîtra ensuite une expansion considérable à mesure de l'ajout de nouveaux bâtiments.

En 1900, Hubert Biermans est chargé d'évaluer l'état d'un projet d'entreprise de pâte à papier alors en construction à Shawinigan (Québec, Canada). Il arrive pour la première fois à Shawinigan le 9 novembre 1900. Il devient le directeur de l'entreprise papetière belge Belgo Canadian Pulp & Paper Company (« la Belgo »).
Il épouse Berthe Lapôtre, fille de son ancien patron Florent Lapôtre, le 12 décembre 1907, à Middelkerke. Celle-ci a alors un fils de dix ans, Florent Remacle, né d'un premier mariage avec Félix Remacle, décédé trois ans plus tôt. La famille s'installe à Shawinigan et effectue un voyage annuel en Belgique, sauf lors des années de la Première Guerre mondiale. Hubert Biermans se fait naturaliser canadien.
Hubert Biermans se présente candidat « libéral indépendant » dans la circonscription électorale de Saint-Maurice lors de l'élection générale québécoise du 23 juin 1919 pour renouveler l'Assemblée législative du Québec. Son adversaire est le candidat officiel du parti libéral et député de la circonscription depuis 1908, Georges-Isidore Delisle. Biermans, bien qu'il soit lui-même patron d'une entreprise papetière, préconise notamment l'établissement de lois pour obliger les entreprises à soutenir financièrement les familles d'ouvriers victimes d'accidents du travail et pour obliger les entreprises papetières à reboiser pour compenser la coupe des arbres. Le premier ministre Lomer Gouin vient prêter main-forte au candidat officiel Delisle et qualifie les mesures sociales proposées par Biermans de démagogie et de bolchevisme. À l'élection, Delisle l'emporte sur Biermans. Biermans a obtenu une bonne majorité de voix dans la zone urbaine de Shawinigan, mais Delisle a obtenu une forte majorité dans les zones rurales environnantes. Cette tentative aura été la seule incursion de Biermans en politique active.
Biermans prend sa retraite comme directeur de la Belgo et quitte Shawinigan en 1926.

### L'Europe et les dernières années
La famille s'installe alors en Europe. Les Biermans partagent leur temps entre leurs diverses résidences, notamment à Paris, à Monaco, à Salneuve et à Bruxelles, avec un séjour annuel à Montréal. Biermans se consacre alors à la gestion de ses nombreux investissements dans diverses sociétés. Le couple Biermans quitte l'Europe au début de la Seconde Guerre mondiale et revient s'installer au Québec, dans une propriété en banlieue de Montréal. Les Biermans retournent en Europe après la guerre et renouent avec leur habitude de séjourner tour à tour dans leurs diverses propriétés, surtout à Monaco l'hiver, à Montréal l'été et à Bruxelles le reste de l'année.
Ayant amassé une fortune considérable dans ses diverses entreprises, Biermans fit de nombreux dons à diverses institutions et confia à ses deux légataires fiduciaires le soin de distribuer le reste de sa fortune de façon similaire après sa mort.
Hubert Biermans est décédé en 1953 à Monaco. Les cérémonies funèbres se déroulent à Bruxelles et à Morlanwelz. Deux ans plus tard, sa dépouille est transférée près de celle de sa femme, dans le caveau des familles Remacle et Lapôtre.

## Honneurs
Il fut fait :
- Citoyen d'honneur de la ville de Shawinigan en 1948.
- Chevalier grand-croix de l'ordre du Saint-Sépulcre (Vatican) en 1952.
- Commandeur de la Légion d'honneur (France).
- Commandeur de l'ordre de la Couronne (Belgique).
- Grand officier de l'ordre de Léopold (Belgique).
- Grand officier de l'ordre de Léopold II (Belgique).
- Commandeur de l'ordre royal du Lion (Congo).
- Grand officier de l'ordre de la Couronne de chêne (Luxembourg).

Des rues portent son nom à Herkenbosch, à Montréal et à Shawinigan.
Des édifices portent son nom à la Cité internationale universitaire de Paris (la fondation Biermans-Lapôtre, résidence universitaire inaugurée en 1927), à l'Université Laval de Québec (pavillon Biermans-Moraud, résidence d'étudiants inaugurée en 1957) et à Montréal (résidence Biermans pour couples âgés, construite vers 1955, devenue par la suite le CHSLD Jean-Hubert-Biermans).